# Saluggia
Saluggia (Salugia in Piedmontese) là một đô thị ở tỉnh Vercelli trong vùng Piedmont thuộc Ý, có cự ly khoảng 30 km về phía đông bắc của Torino và khoảng 35 km về phía tây nam của Vercelli. Tại thời điểm ngày 31 tháng 12 năm 2004, đô thị này có dân số 4.128 người và diện tích là 31,7 km².
Đô thị Saluggia có các frazioni (đơn vị cấp dưới, chủ yếu là các làng) Sant'Antonino di Saluggia.
Saluggia giáp các đô thị: Cigliano, Crescentino, Lamporo, Livorno Ferraris, Rondissone, Torrazza Piemonte, và Verolengo.